# 帕圖螺總科
帕圖螺總科（Partuloidea），或作帕圖螺超科，是一類會呼吸空氣陸地蝸牛的總科級分类阶元成員。根據2005年的《布歇特和洛克羅伊的腹足類分類》，本總科屬於柄眼目的直輸尿管肺螺類腹足纲软体动物。在較新的2017年《腹足類分類》，本總科被併入蛹螺總科，成為了蛹螺下目的成員。
本總科物種均為太平洋群島的特有種。

## 分類

### 2005年分類
根據2005年的《布歇特和洛克羅伊的腹足類分類》，帕圖螺總科是直輸尿管類之下五個總科之一，包括下列各科：
- Draparnaudiidae Solem, 1962
- 帕图螺科（Partulidae）

### 2017年分類
根據2017年的《布歇特等人的腹足類分類》，蛹螺下目只包括蛹螺總科（Pupilloidea W. Turton, 1831）一個總科，原來直輸尿管類的另類四個總科都被併入蛹螺總科，包括帕圖螺總科。